# ماديسون إليوت
ماديسون جاي إليوت، (من مواليد 3 نوفمبر 1998) هي سباحة أسترالية. في الألعاب البارالمبية الصيفية 2012 في لندن، أصبحت أصغر حاصلة على ميدالية بارالمبية أسترالية بفوزها بميداليات برونزية في سباقي 400 متر و 100 متر حرة للسيدات فئة S8. ثم أصبحت أصغر حاصلة على ميدالية ذهبية أسترالية عندما كانت عضوة في فريق سباق 4 × 100 متر تتابع حرة للسيدات 34 نقطة. في الألعاب البارالمبية ريو 2016، فازت بثلاث ميداليات ذهبية وميداليتين فضيتين.

## الحياة الشخصية
ولدت ماديسون جاي إليوت في 3 نوفمبر 1998 في نيوكاسل، نيوساوث ويلز. تعاني من شلل دماغي في الجانب الأيمن نتيجة سكتة دماغية حديثي الولادة، وتم تشخيص حالتها عندما كانت في الرابعة من عمرها. بالإضافة إلى السباحة، شاركت في ألعاب القوى، وبحلول عام 2010 كانت تحمل ستة أرقام قياسية أسترالية في تصنيف الفئات العمرية. في عام 2016، كانت تعيش في غيليستون هايتس، نيوساوث ويلز، وكانت طالبة في الصف الثاني عشر في كلية بيشوب تيريل الأنجليكانية. لديها أخت أكبر وأخت أصغر وأخ أصغر.

## السباحة
كانت إليوت في الأصل سباحة مصنفة في فئة S8 ولكن في عام 2017 أعيد تصنيفها إلى فئة S9، وهي فئة للرياضيين ذوي الإعاقة الجسدية الأقل. هي عضو في نادي Nuswim للسباحة، بدأت السباحة عندما كان عمرها ستة أشهر، وبدأت السباحة التنافسية في عام 2009. ظهرت لأول مرة مع المنتخب الوطني في نفس العام في الألعاب البارالمبية للشباب، حيث فازت بخمس ميداليات ذهبية.

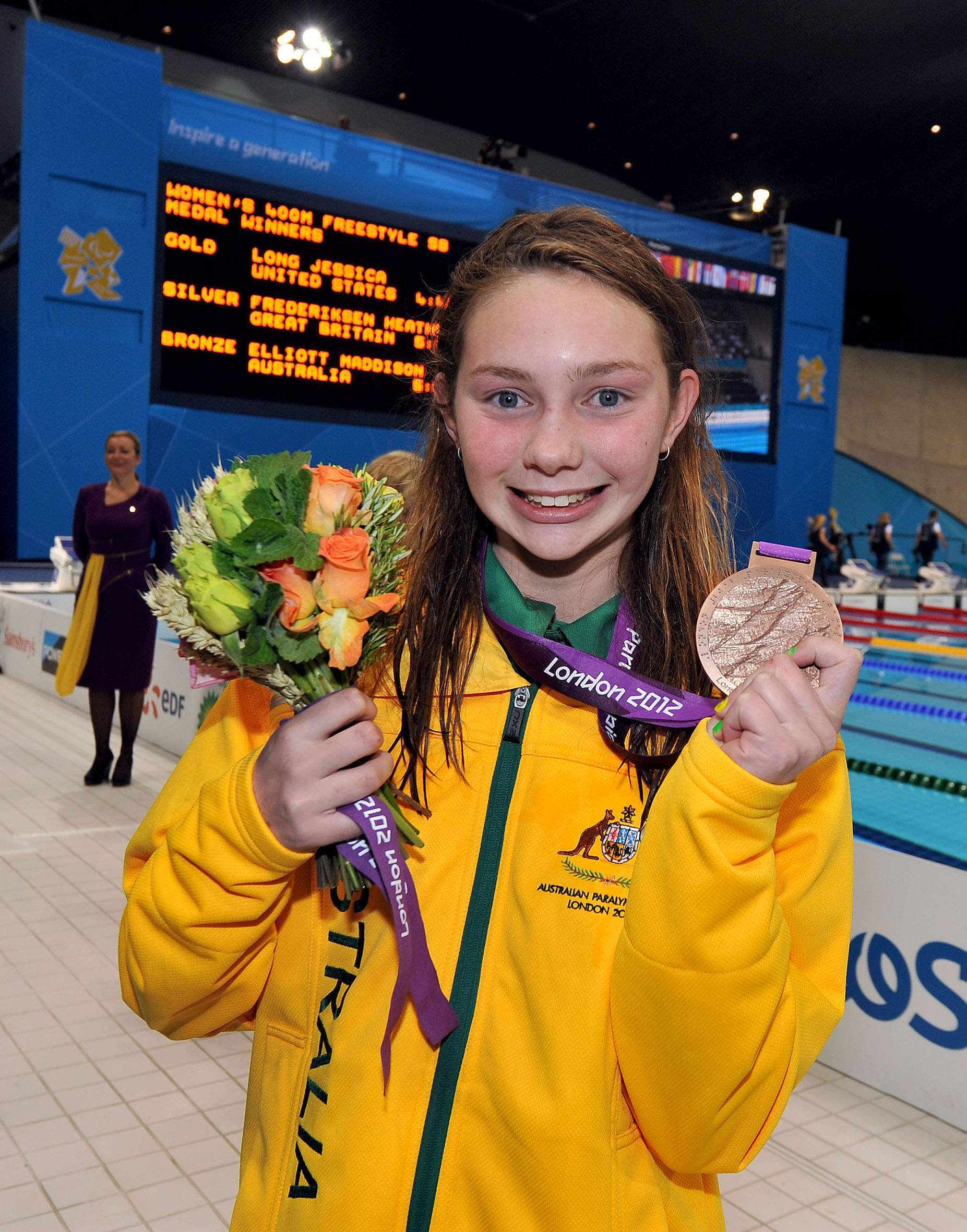
إليوت في الألعاب البارالمبية الصيفية 2012

بحلول عام 2010، كانت إليوت تحمل ثلاثة أرقام قياسية أسترالية في تصنيف الفئات العمرية، وفي بطولة نيوساوث ويلز للسباحة متعددة الفئات للمسافات الطويلة لعام 2010، حققت خمسة مراكز أولى. مثلت أستراليا في بطولة أوقيانوسيا البارالمبية 2011، وفي وقت لاحق من ذلك العام تنافست في بطولة أستراليا للسباحة متعددة الفئات العمرية التي استضافتها كانبرا. في ذلك الحدث، فازت بميدالية برونزية وخمس فضيات وثلاث ذهبيات. تم اختيارها لتمثيل أستراليا في الألعاب البارالمبية الصيفية 2012 في لندن في السباحة.
في 31 أغسطس 2012 في مركز لندن للرياضات المائية، حطمت إليوت رقمها الشخصي بفارق 23 ثانية لتفوز بميدالية برونزية في سباق 400 متر حرة S8. ثم فازت بالفضية في سباق 50 متر حرة S8، والبرونزية في سباق 100 متر حرة S8، والذهبية في سباق تتابع 4 × 100 متر حرة للسيدات – 34 نقطة. وبذلك أصبحت، في سن 13، أصغر أسترالية تفوز بميدالية بارالمبية على الإطلاق، متجاوزة آن كوري، أو بميدالية ذهبية، وهو رقم قياسي كانت تحمله سابقًا إليزابيث إدموندسون. بعد ذلك، التقت بـ الأمير هاري وأعطته "ليزي السحلية ذات العنق المهدب"، وهي تميمة اللجنة البارالمبية الأسترالية والفرق البارالمبية الأسترالية. أدى ذلك إلى قيام رئيس البعثة الأسترالية، جيسون هيلويغ، بتقديم "ليزي" رسميًا إلى رئيس اللجنة المنظمة لألعاب لندن الأولمبية والبارالمبية (LOCOG)، لورد كو، الذي أعطاه تميمة ماندفيل في المقابل.
في نوفمبر 2012، تم اختيار إليوت وريد ماكراكين، أصغر أعضاء الفريق البارالمبي لعام 2012، معًا كأفضل رياضي بارالمبي ناشئ للعام. فازت بميداليات ذهبية في سباقي 50 متر و 100 متر حرة للسيدات S8 وميدالية فضية في سباق 400 متر حرة للسيدات S8 في أغسطس 2013 في بطولة العالم للسباحة البارالمبية في مونتريال، كندا، ومُنحت وسام أستراليا في تكريمات يوم أستراليا لعام 2014 "لخدمة الرياضة كحائزة على ميدالية ذهبية في دورة الألعاب البارالمبية لندن 2012."

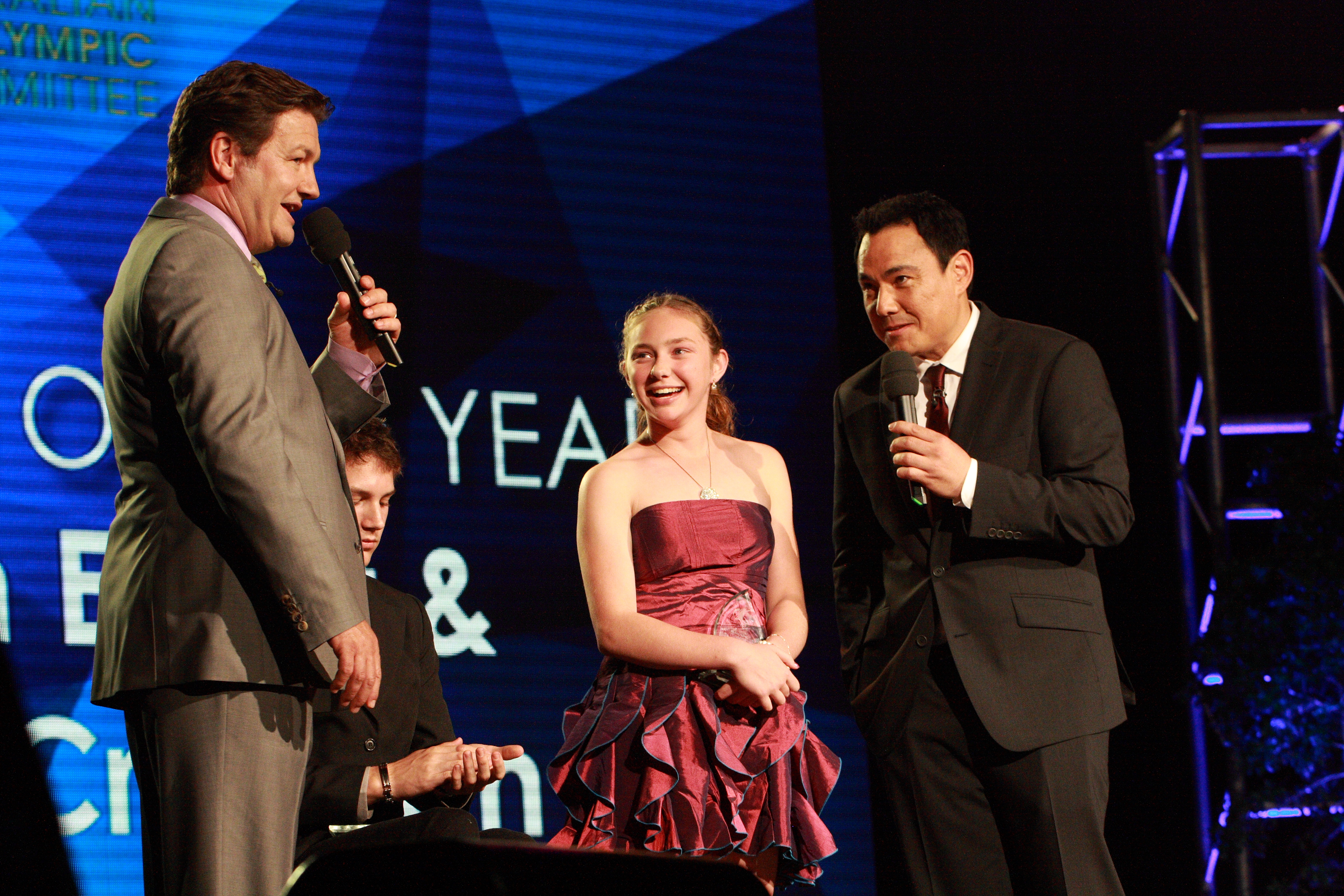
إليوت خلال مقابلة بعد تسميتها أفضل رياضية ناشئة لعام 2012 في حفل توزيع جوائز أفضل رياضي بارالمبي أسترالي

فازت إليوت بميدالية ذهبية في دورة ألعاب الكومنولث 2014 في غلاسكو في سباق 100 متر حرة للسيدات S8 بزمن قياسي عالمي قدره 1:05.32، محطمة الرقم القياسي الذي سجلته جيسيكا لونغ في عام 2012.
في بطولة العالم للسباحة البارالمبية 2015، فازت إليوت بالميداليات الذهبية في سباقات 50 متر حرة للسيدات S8، و100 متر حرة للسيدات S8 بزمن قياسي عالمي قدره 1.04.71، و100 متر ظهر للسيدات S8، وسباق 4 × 100 متر تتابع حرة للسيدات 34 نقطة، وفازت بميداليات فضية في سباقي 400 متر حرة للسيدات S8 وسباق 4 × 100 متر تتابع متنوع للسيدات 34 نقطة، وميدالية برونزية في سباق 100 متر فراشة للسيدات S8.

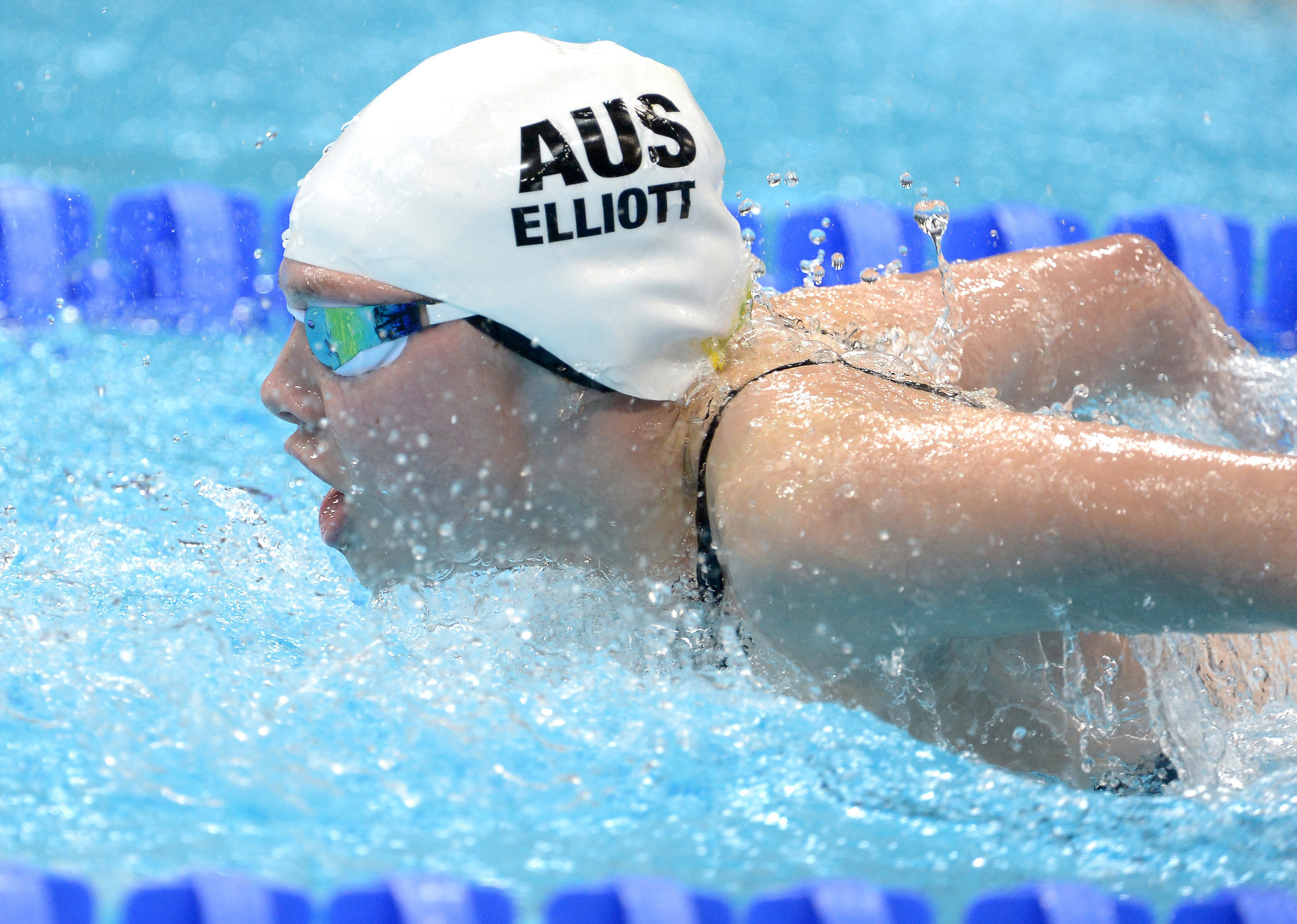
إليوت في الألعاب البارالمبية الصيفية 2012

أدى نجاحها في بطولة العالم للسباحة البارالمبية إلى منحها جائزة أفضل سباحة بارالمبية لعام 2015 من السباحة أستراليا. في نوفمبر 2015، مُنحت جائزة أفضل رياضي إقليمي للعام من معهد نيوساوث ويلز للرياضة.
في الألعاب البارالمبية ريو 2016، كانت عضوة في الفريق الذي فاز بالذهب بزمن قياسي عالمي في سباق 4 × 100 متر تتابع حرة 34 نقطة، إلى جانب إيلي كول، ولاكيشا باترسون، وآشلي ماكونيل. فازت بأول ميدالية ذهبية بارالمبية فردية لها بفوزها بسباق 100 متر حرة S8 بزمن قياسي بارالمبي قدره 1:04.73، وتبعتها بذهبية في سباق 50 متر حرة S8 بزمن قياسي عالمي قدره 29.73. بالإضافة إلى ذلك، فازت بميداليات فضية في سباقي 100 متر ظهر S8 و4 × 100 متر تتابع متنوع 34 نقطة. بعد نجاح إليوت في الألعاب البارالمبية ريو 2016، توجت في أوائل ديسمبر بلقب أفضل رياضية بارالمبية أسترالية للعام، مضيفة ذلك إلى قائمة إنجازاتها الرائعة.
في عام 2017، أعيد تصنيف إليوت إلى فئة S9 وبالتالي لم يتم اختيارها ضمن الفرق الأسترالية في دورة ألعاب الكومنولث 2018 وبطولة العالم للسباحة البارالمبية. في عام 2019، ذكرت إليوت أنها تعرضت لـ التنمر الإلكتروني نتيجة لقضايا التصنيف.

## التقدير

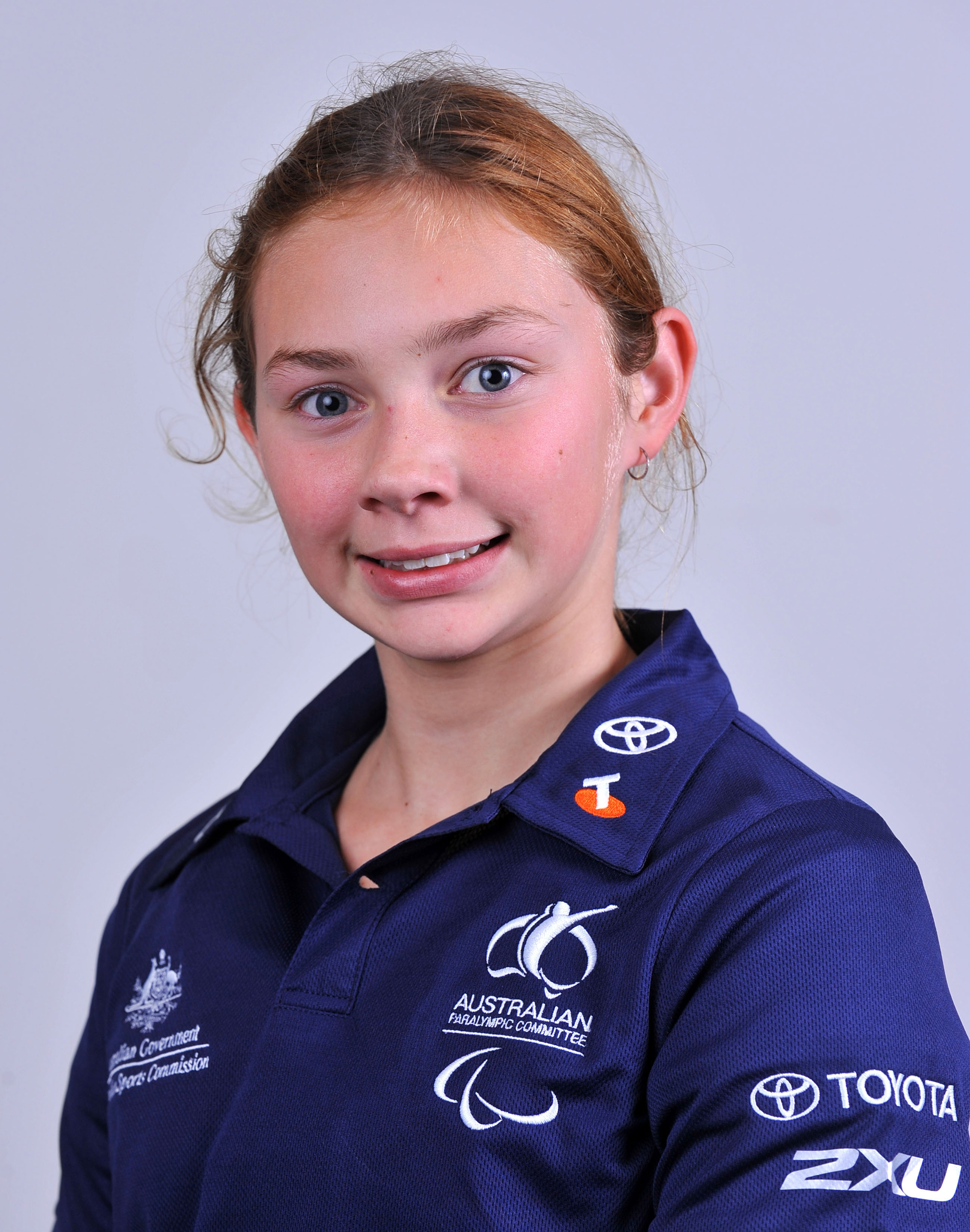
صورة رسمية لفريق أستراليا البارالمبي لعام 2012

- 2012 – أفضل رياضي بارالمبي أسترالي ناشئ للعام
- 2014 – وسام أستراليا
- 2015 – أفضل سباحة بارالمبية للعام في جوائز السباحة أستراليا.
- 2015 – أفضل رياضي إقليمي للعام من معهد نيوساوث ويلز للرياضة
- 2015 – أفضل رياضي من ذوي الإعاقة في نيوساوث ويلز[31]
- 2016 – أفضل سباحة بارالمبية للعام في جوائز السباحة أستراليا.[32]
- 2016 – أفضل رياضية للعام من معهد نيوساوث ويلز للرياضة، أفضل رياضي إقليمي للعام من معهد نيوساوث ويلز للرياضة، أفضل رياضي ناشئ للعام من معهد نيوساوث ويلز للرياضة[33]
- 2016 – أفضل رياضية بارالمبية أسترالية للعام.[34]

## وصلات خارجية
- maddi_louis91على تويتر.

قالب:ترتيب افتراضي:إليوت، ماديسون